# Nokia N95 8GB
Nokia N95 8GB – telefon komórkowy z systemem operacyjnym Symbian, wyprodukowany przez firmę Nokia. Telefon dostępny jest w jednym kolorze – czarnym.

## Najważniejsze cechy i funkcje
- Telefon posiadający wiele funkcji, oparty na systemie Symbian OS 9.2, Series 60 v3.1 UI
- Bateria o pojemności 1200 mAh
- Procesor 332 MHz, 128 MB pamięci RAM (ok. 90 MB wolnej pamięci), ok. 160 MB pamięci flash plus 8 GB widziane przez telefon jako karta pamięci oraz obsługa MIDP 2.0 umożliwia uruchomienie prawdopodobnie każdej aplikacji Java
- Szybki dostęp do internetu dzięki połączeniom 3G – HSDPA i WLAN
- Naciśnij i mów – Push to Talk
- Wbudowany klient e-mail
- Rozmowy VoIP
- Fabrycznie zainstalowane aplikacje biurowe umożliwiające m.in. przeglądanie arkuszy kalkulacyjnych (Quickoffice) i plików PDF (Adobe Reader LC)
- Możliwość operacji na dużych załącznikach – edycje, przeglądanie, wysyłanie, odbieranie
- Wyświetlacz o przekątnej 2,8 cala i 16 mln kolorów
- Możliwość podłączenia do telewizora
- Akcelerator 3D

## Łączność
- Możliwość łączenia się i wyszukiwania sieci WLAN (IEE 802.11b/g)
- Obsługa standardu Bluetooth w wersji 2.0 z funkcją Enhanced Data Rate
- Złącze mini-USB działające z pełną prędkością łącza USB w wersji 2.0
- Wyjście Audio/Video 3.5 mm firmy Nokia
- IrDA (podczerwień)

## Gabaryty
- Wymiary: 99 x 53 x 21 mm
- Masa telefonu z baterią: 128 g

## Wyświetlacz
- 2,8" – 240 x 320 pikseli – z matrycą aktywną, o 16 milionach kolorów
- Automatyczna rotacja wyświetlacza

## Muzyka
- Odtwarzacz plików muzycznych
- Radio
- Odtwarzane formaty: MP3, MPEG-4, AAC, eAAC+, WMA, AMR-NB i AMR-WB
- Telefon działa ze stereofonicznymi zestawami słuchawkowymi Bluetooth

## Aparat fotograficzny i kamera
- 5 MPix z 20x (10x dla video) zbliżeniem cyfrowym (zoom)
- Możliwość odtwarzania plików i transmisji strumieniowych w formacie H.264 (MPEG4), 3GPP i Real
- Nagrywanie wideo w formacie H.263 (3GPP) i MPEG4
- Połączenia wideo, 320 x 240, 2x zoom

## Transmisja danych
- GPRS/EGPRS (Klasa A, wieloszczelinowa klasa 32)
- Tryb transmisji podwójnej (DTM), wieloszczelinowa klasa 11 (umożliwia jednoczesne połączenie głosowe i przeglądanie internetu)
- Szybki dostęp z pobieraniem pakietowym (HSDPA) z szybkością do 3,6 Mb/s (3G)
- Lokalna synchronizacja danych za pomocą pakietu Nokia PC Suite
- Transfer Internetu nowej generacji 3G

## Częstotliwość działania
- GSM 850/900/1800/1900
- W-CDMA 850/2100

## Zasilanie
- Bateria BL-6F o pojemności 1200 mAh, umożliwiająca (według producenta) do 280 godzin czuwania lub 210 min. rozmowy